# سیارک ۸۸۳۱
سیارک ۸۸۳۱ (به انگلیسی: 8831 Brandstrom، نامگذاری:1989CO5) هشت هزار و هشتصد و سی و یکمین سیارک کشف شده‌است که در ۲ فوریه ۱۹۸۹ کشف شد.
قدر مطلق سیارک برابر ۱۳٫۸۰ است.